# 1808년 미국 하원의원 선거
1808년 미국 하원의원 선거는 1808년 미국에서 치러진 하원의원 선거이다. 제임스 매디슨 대통령의 당선에 힘입어 민주공화당이 다수를 유지했으나, 토머스 제퍼슨 대통령의 은퇴와 엠바고 사태로 많은 의석수를 상실한다

## 선거 결과
| 정당       | 의석 수 |
| ---------- | ------- |
| 민주공화당 | 92석    |
| 연방당     | 50석    |
| 합계       | 142석   |